# Mendala (Peninjauan)
Mendala is een bestuurslaag in het regentschap Ogan Komering Ulu van de provincie Zuid-Sumatra, Indonesië. Mendala telt 1636 inwoners (volkstelling 2010).